# Демонофобија
Демонофобија је ненормалан и непресталан страх од демона и других злих натприродних бића. Овакав страх се појављује код људи који верују да таква бића постоје и да слободно лутају како би некога повредили. Они који пате од ове фобије схватају да је њихов страх ирационалан или претеран. Ипак, постају безразложно узнемирени када разговарају о демонима, када сами лутају шумом или кроз мрачну кућу, или када гледају филмове о опседању демона и егзорцизму.
Реч демонофобија настала је од грчких речи daimon што значи "божанство" или "зли дух", и речи phobos што значи "страх". Ова појава први пут је описана у 13. веку, а била је уобичајена у 16. веку, али од тад је углавном ишчезла.